# Mittelbau-Dora
Mittelbau-Dora, även känt som Dora-Mittelbau, Dora-Nordhausen, Mittelbau eller Nordhausen, var ett tyskt koncentrationsläger och underjordisk raketfabrik belägen norr om Nordhausen. 
Lägret anlades 1943 av koncentrationslägerfångar från Buchenwald, till vilket också Mittelbau-Dora hörde organisatoriskt. I oktober 1944 upphörde lägret att lyda under lägerkommandot i Buchenwald och blev ett självständigt läger. Mittelbau-Dora försörjde den underjordiska fabriken Mittelwerk med personal för att bland annat bygga V-2-raketen men även andra försöksvapen. Full produktion uppnåddes under hösten 1944, varvid ett ovan jord beläget bostadsläger byggdes. Tidigare hade fångarna, som mest över 12 000 stycken, hållits under jord dygnet runt. Mittelbau-Dora/Mittelwerk utgjorde navet i ett stort fabrikskomplex i Harz-bergen med underfabriker i Nordhausen, Niedersachswerfen och Neusollstadt. I början av april 1945 påbörjade SS tömningen av lägret. Merparten av fångarna sändes till Bergen-Belsen. Amerikanska trupper ryckte in i Mittelbau-Dora den 11 april 1945 och arbetade därefter mycket snabbt för att föra den vid Mittelbau-Dora utvecklade tekniken och kunskapen till USA.